# Filipijnse palmroller
De Filipijnse palmroller (Paradoxurus philippinensis) is een zoogdier uit de familie van de Civetkatachtigen (Viverridae). De wetenschappelijke naam van de soort werd voor het eerst geldig gepubliceerd door Claude Jourdan in 1837. De soort werd in 2014 afgesplitst van de loewak (Paradoxurus hermaphroditus).

## Voorkomen
De soort komt voor in de Filipijnen, op Borneo en de Mentawai-eilanden.

## Ondersoorten
Er worden twee ondersoorten erkend:
- Paradoxurus philippinensis philippinensis Jourdan, 1837 – Komt voor op Borneo en de Filipijnen.
- Paradoxurus philippinensis lignicolor G.S. Miller, 1903 – Komt voor op de Mentawai-eilanden.